# زنگ‌آباد (افغانستان)
زنگ آباد یا منصور شهر روستایی است در ولسوالی پنجوائی در شهر قندهار افغانستان معروف به شهر گوسفندان فامیلی اکثر ساکنان این روستا منصوری و منصور نژاد است.

## جغرافیا
زنگ آباد از سطح دریا ۹۱۵ متر ارتفاع دارد. زلزله ای با قدرت چهار تا پنج بر اساس ریشتر به‌طور متوسط هر ۵۰ سال یکبار رخ می‌دهد. دوره‌های خشکسالی شدید بسیار رایج است. .